# Patrick Thomas (acteur)
Patrick Thomas (né à San Francisco le 21 février 1961) est un acteur américain.

## Filmographie
- La Famille Addams : Les Retrouvailles : Oncle Fétide

### Doublage
- Power Rangers : L'Autre Galaxie : Requin Rouge (épisode Shark Attack)
- Power Rangers : Force animale : Juggelo (épisode Team Carnival)